# Édouard Placide Duchassaing de Fontbressin
Edmond Placide Duchassaing de Fontbressin est un médecin et un naturaliste français né en 1819 en Guadeloupe et mort en 1873 à Coulounieix-Chamiers.

## Biographie
Issu d’une famille créole de planteurs, il part en France étudier à Paris où il est diplômé de médecine, de géologie et de zoologie. Il exerce d’abord à la Guadeloupe et voyage abondamment dans les îles avoisinantes : Niévès, Saint-Eustache, Saint-Martin, Saint-Barthélemy, Sainte-Croix, Cuba ainsi qu’à Panama. Outre son action comme médecin, il constitue d’importantes collections d’histoire naturelle. Vers 1850, il part à Copenhague pour obtenir un titre de médecin danois qui lui permet de s’installer à Saint-Thomas, alors possession danoise. Il rentrera en France en 1867.
Duchassaing de Fontbressin est l’auteur de plusieurs publications sur les éponges et les zoophytes dont l’un avec l’italien Giovanni Michelotti (1812-1898).

## Liste partielle des publications[3]
- 1844 : Considérations générales sur les faluns, description des terrains tertiaires de la Bretagne et des principaux fossiles qui s'y trouvent (impr. de Lacour et Maistrasse, Paris) – C’est sa thèse de géologie.
- 1844 : Recherches sur les formes dans le règne animal et sur les caractères que l'on peut en tirer (impr. de Lacour et Maistrasse, Paris) [numérisé par la Bibliothèque universitaire Pierre et Marie Curie (BUPMC)] – C’est sa thèse de zoologie.
- 1850 : Animaux radiaires des Antilles (impr. de Plon frères, Paris).
- 1855 : “Observations sur les formations modernes de l'île de la Guadeloupe”, Bulletin de la Société géologique de France, 2e série, T. XII.
- 1864 : avec Giovanni Michelotti (1812-1898), Spongiaires de la mer Caraïbe (Loosjes, Haarlem).
- 1864 : avec Giovanni Michelotti (1812-1898), Supplément au mémoire sur les coralliaires des Antilles (Impr. royale, Turin).
- 1870 : Revue des zoophytes et des spongiaires des Antilles (V. Masson et fils, Paris).
- 1874 : Essai de physiologie et de psychologie (G. Baillière, Paris).

## Note
1. ↑  Son nom de famille est graphié de différentes façons : Fombressin (sur le catalogue de la Bibliothèque nationale de France - BNF) ou Fonbressin (sur le site Bemon). La graphie suivie ici correspond à celle de la BNF pour la majorité de ses œuvres.
2. ↑  Acte de décès à Coulounieix-Chamiers, n° 21, vue 7/10.
3. ↑  D'après le catalogue de la BNF (consultation du 11 août 2007 – 11 h 09).

## Source
- (en) Bemon